# مرکز هواشناسی ژاپن

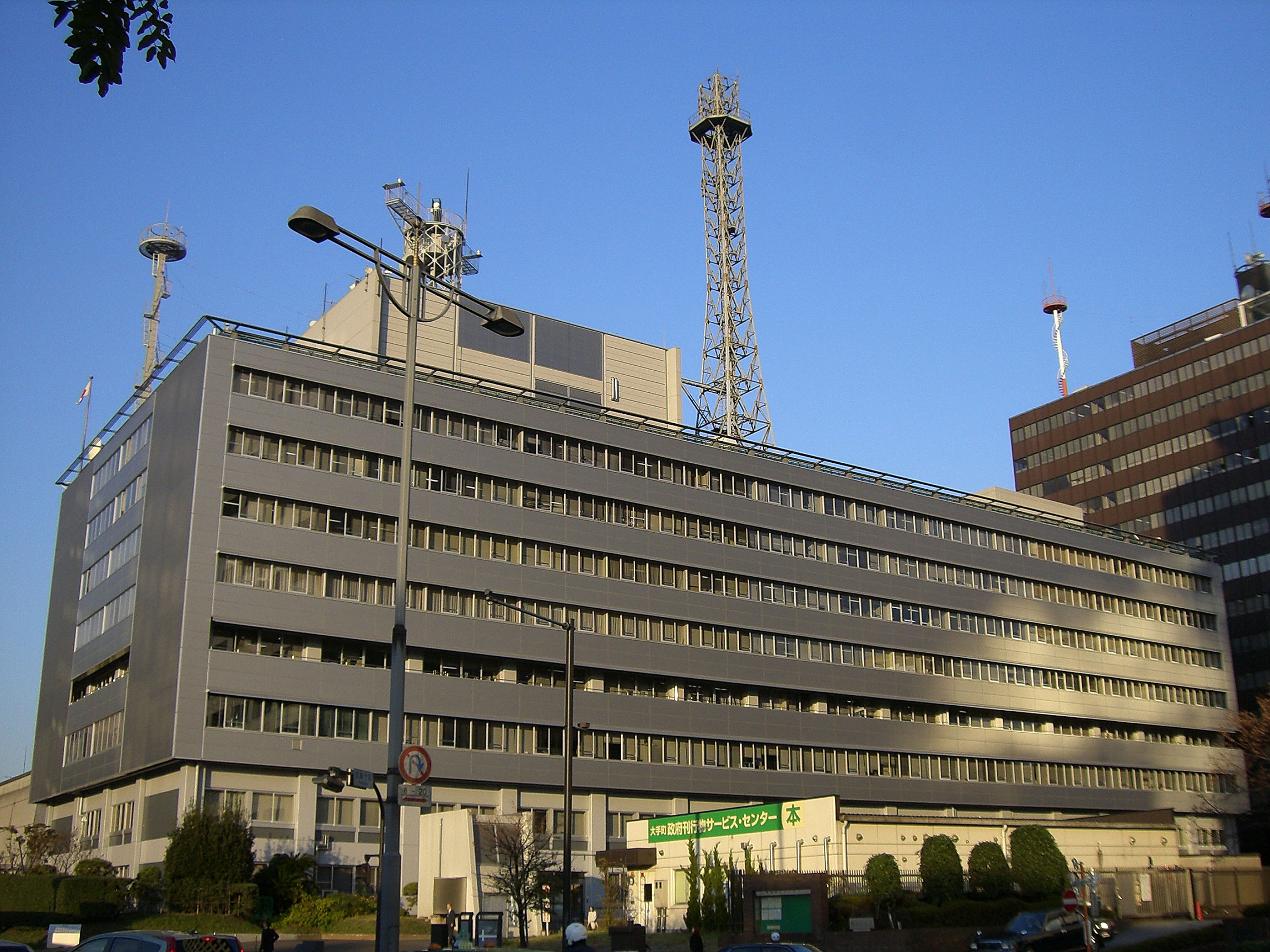
ساختمان آژانس هواشناسی ژاپن در چیودا، توکیو.

مرکز هواشناسی ژاپن (به ژاپنی: Kishōchō) یا به اختصار JMA مرکز خدمات هواشناسی دولت ژاپن است. کار اصلی این مرکز جمع آوری و گزارش اطلاعات مربوط به آب و هوا و همچنین پیش بینی  آب و هوا در ژاپن می‌باشد. این اداره همچنین مسئول جمع آوری اطلاعات مربوط به زلزله و هشدار زلزله، سونامی، و فوران‌های آتشفشانی می‌باشد.